# Томаж Домицељ
Томаж Домицељ (11. март 1948, Љубљана) је словеначки кантаутор, гитариста и слависта.
Домицељ је у почетку учио да свира виолину и хармонику, али је са шеснаест година почео да свира гитару да би недуго затим основао ансамбл Хелиони са Јернеом Јунгом и Јанезом Бончином -Бенчем. Студирао је енглески и словеначки језик на Филозофском факултету у Љубљани. Са енглеског је превео биографије Боба Дилана, Елвиса Прислија, 2 књиге о Битлсима и др.
Домицељ је за своје композиције добио бројне награде на фестивалима у земљи и иностранству. Између 1985. и 1992. живео је и радио у Лондону, а по повратку у домовину основао је издавачку и дистрибутивну кућу DOTS Records (коју је касније продао Далас). Деведесетих је водио музичку емисију "Здрава видео глава" на ТВ3. Био је неколико година председник удружења САЗАС.

## Хитови
- Словенскега народа син
- Данес бо сречен дан
- Камионар (Жена, јутр 'мам фуро спет)
- Збогом, син
- Јамајка
- Автомат
- Живљење је лепо

## Дискографија

### Синглови
- "Стара мама" (1972)
- "Кај је ше љубезен" (1977)
- "Јамајка" (1978)
- "Автомат" (1979)
- "Маша" (1980)
- "Стари пријатељ" (1980)

### Албуми
- В живо (1977)
- 48 (1979)
- Женска Женске Женски Ин Друге Другачне Песми (1980, 1993)
- Кратке домаче (1982)[2]
- Брез завор (1985)

## Наступи на музичким фестивалима

### Омладина, Суботица:
- 1971: Јутри бо все добро, трећа награда публике
- 1972: Мртав ин бел
- 2011: Данес бо срећен дан, поводом 50-о годишњице суботичког фестивала младих

### Boom pop festival, Љубљана:
- 1972: Кај год блуз / Складиште тишине (са Драгом Млинарецем и Ивицом Киш)
- 1974: Блуз на дежеван дан (са групом Пријатељи)

### Словенска попевка:
- 1975: Данас бо сречен дан
- 1977: Моја китара
- 1999: Живљење се ми спет заплета
- 2002: Закај не марам Моцарта
- 2009: Кдај сем те назадње впраштал... (дует са Срђаном Марјановићем)

### Boom, Нови Сад:
- 1977: Летник '48

### Загреб:
- Тад би ведел кај реснично хочем, '77

### Дани словенске забавне музике, Цеље:
- 1978: Јамајка, награда стручног жирија

### Дани словенске забавне музике, Љубљана:
- 1979: Автомат, прва награда публике
- 1980: Хеј, Мери
- 1981. Јој мами, панкреји грејо
- 1982. Превеч је картотек

### Ваш шлагер сезоне, Сарајево:
- 1980: Маша

### Сплит:
- 1980: На пучини без компаса

### Опатија:
- 1981: Не замери ми (дует са Бранком Кранер)

### Мелодије мора и сунца:
- 1981: На морју ни нич веч лепо, друга награда публике
- 1982: Мери се је врнила
- 1984: Сол, награда стручног жирија за најбољи наступ
- 1992: Анамариа
- 1994: Африка, мама Африка
- 1999: Лета 2050 (са Карамело)
- 2001: Написал бом песем (са Владом Турншком)
- 2002: Спомин на Мери

### Весела јесен:
- 1981: Жена јутр' 'мам фуро спет
- 1984: Мртва Мери

### Фестивал Словенских шансона:
- 2009: Неготов